# Рождественское сельское поселение (Воронежская область)
Рождественское се́льское поселе́ние — муниципальное образование в Поворинском районе Воронежской области Российской Федерации.
Административный центр — село Рождественское.

## География
Находится на Восточно-Европейской равнине России, в лесостепной зоне, климат умеренно континентальный.
Территория Рождественского сельского поселения составляет более 14900 га.

## История
Статус и границы сельского поселения установлены Законом Воронежской области от 12 ноября 2004 года № 75-ОЗ «Об установлении границ, наделении соответствующим статусом, определении административных центров муниципальных образований Поворинского района, образовании в его составе муниципального образования — городского поселения».

## Население
| \| 2010[5] \| 2012[6] \| 2013[7] \| 2014[8] \| 2015[9] \| 2016[10] \| 2017[11] \| \| ------- \| ------- \| ------- \| ------- \| ------- \| -------- \| -------- \| \| 2703 \| ↘2615 \| ↘2602 \| ↘2596 \| ↘2574 \| ↘2552 \| ↗2562 \| \| 2018[3] \| \| \| \| \| \| \| \| ↘2551 \| \| \| \| \| \| \| 500 1000 1500 2000 2500 3000 2013 2018 |       |       |       |       |       |       |
| 2010 | 2012  | 2013  | 2014  | 2015  | 2016  | 2017  |
| 2703 | ↘2615 | ↘2602 | ↘2596 | ↘2574 | ↘2552 | ↗2562 |
| 2018 |       |       |       |       |       |       |
| ↘2551 |       |       |       |       |       |       |

## Состав сельского поселения
| № | Населённый пункт | Тип населённого пункта       | Население |
| - | ---------------- | ---------------------------- | --------- |
| 1 | Поляна           | железнодорожная станция      | 36        |
| 2 | Рождественское   | село, административный центр | ↘2645     |
| 3 | Чибизовка        | посёлок                      | 22        |

## Экономика
В настоящее время на территории Рождественского сельского поселения на постоянной основе располагаются и функционируют 15 частных крестьянских фермерских хозяйств: СХА «Хоперское», ООО «Русское поле», ИП КФХ Коробов А. В., КХ «Сибиряк-2», ИПКФХ Колотилин В. С., КХ «Лазурь», ООО «Селянка», КХ «Заря», ИП КФХ Раев А. И., ООО «Нико», ЗАО «Волгоградская МТС», КХ «Березка», ИПКФХ Жариков М. Г., ИП Жарков В. И., ИП Селезнев А. П.